# Mansour Gueye
Mansour Gueye (Dakar, 30 dicembre 1985) è un ex calciatore senegalese, di ruolo attaccante.

## Carriera
Ha giocato nella massima serie dei campionati rumeno, kazako, saudita e bulgaro.